# Tây Sơn
Tây Sơn là một huyện cũ thuộc tỉnh Bình Định cũ, Việt Nam (nay là địa phận tỉnh Gia Lai). Theo Nghị quyết 60-NQ/TW 2025 Hội nghị lần thứ 11 Ban chấp hành Trung ương Đảng khoá XIII, huyện Tây Sơn chính thức bị giải thể từ ngày 01/07/2025.
Đây là một vùng địa lý quan trọng ở khu vực Duyên hải Nam Trung bộ, nơi tiếp giáp giữa đồng bằng ven biển miền trung có cảng Quy Nhơn và QL19, QL19B với khu vực Tây Nguyên rộng lớn, nhiều tiềm năng. Nơi này từng là một huyện phát triển năng động và là trung tâm kinh tế, văn hóa, xã hội phía Tây tỉnh Bình Định. Tây Sơn (Bình Khê) ngày xưa là nơi phát tích cuộc khởi nghĩa nông dân của 3 anh em nhà Tây Sơn (Nguyễn Nhạc, Nguyễn Huệ, Nguyễn Lữ) đã góp phần trong công cuộc thống nhất đất nước sau gần 200 năm chia cắt dưới thời Trịnh - Nguyễn, cũng như chống lại quân xâm lược Xiêm La ở phía Nam và quân Mãn Thanh ở phương Bắc.

## Địa lý

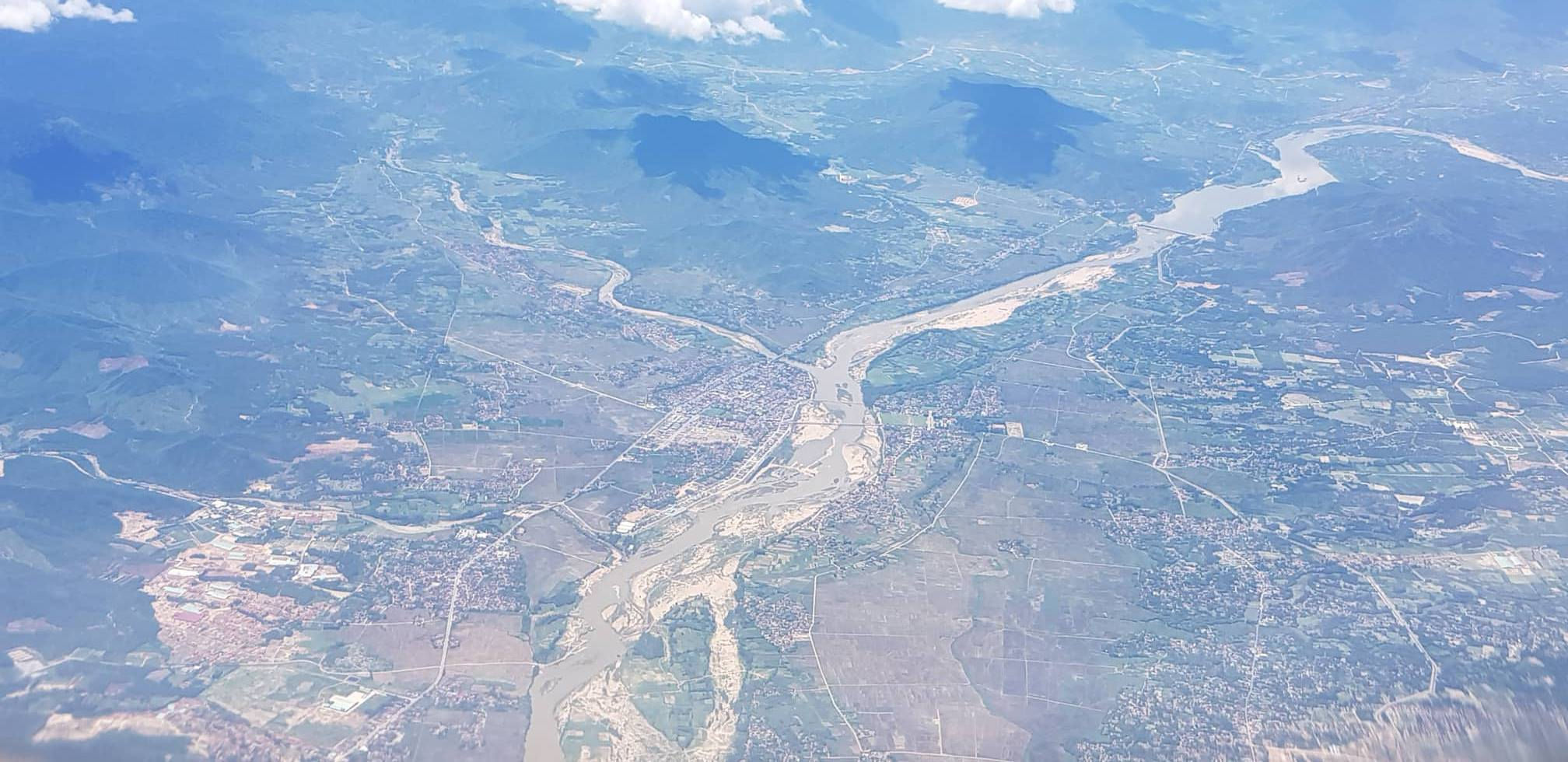
Thị trấn Phú Phong, sông Kôn và đập Văn Phong khi nhìn từ trên cao (không ảnh)

Huyện Tây Sơn nằm ở phía tây của tỉnh Bình Định, là nơi bắt đầu của một khu vực đồng bằng rộng lớn trên lưu vực sông Kôn và sông Hà Thanh, không giáp biển, có vị trí địa lý:
- Phía đông giáp thị xã An Nhơn và huyện Phù Cát
- Phía tây giáp huyện Đak Pơ, huyện Kông Chro và thị xã An Khê thuộc tỉnh Gia Lai
- Phía nam giáp huyện Vân Canh
- Phía bắc giáp huyện Vĩnh Thạnh.

Huyện Tây Sơn có diện tích tự nhiên là 692,96 km², dân số 176.600 người.
Khí hậu của huyện thuộc kiểu nhiệt đới gió mùa, với 2 mùa chủ đạo là mùa khô từ tháng 3 đến tháng 10 và mùa mưa từ tháng 11 đến tháng 2. Mùa mưa ở đây thường kèm theo thời tiết lạnh và độ ẩm cao, ngược lại mùa khô thường có nắng nóng gay gắt. Nhiệt độ thấp kỷ lục ở đây từng được ghi nhận là 13 °C và cao nhất là 39 °C.
Sông Côn chảy qua địa bàn huyện theo hướng Đông Nam, từ huyện Vĩnh Thạnh tới thị xã An Nhơn. Huyện lỵ là thị trấn Phú Phong, nằm trên bờ sông Kôn, cách thành phố Quy Nhơn 40 km, cách sân bay Phù Cát 20 km, và có quốc lộ 19 và quốc lộ 19B đi qua. Đèo An Khê, trên quốc lộ 19 cũng là ranh giới giữa Tây Sơn với thị xã An Khê, tỉnh Gia Lai.

## Hành chính
Huyện Tây Sơn có 15 đơn vị hành chính cấp xã trực thuộc, bao gồm thị trấn Phú Phong (huyện lỵ) và 14 xã: Bình Hòa, Bình Nghi, Bình Thành, Bình Tường, Bình Tân, Bình Thuận, Tây An, Tây Bình, Tây Giang, Tây Phú, Tây Thuận, Tây Vinh, Tây Xuân, Vĩnh An.

## Lịch sử
Tây Sơn xưa kia là vùng đất thuộc huyện Tượng Lâm, địa bàn cư trú của người Chăm, thuộc vương quốc Chămpa cổ. Năm 1471, sau các cuộc chinh phạt Chăm Pa dưới sự dẫn dắt của vua Lê Thánh Tông vào đến khu vực đèo Cù Mông bây giờ, nhà Lê lập phủ Hoài Nhân (tức Hoài Nhơn) gồm ba huyện Bồng Sơn, Phù Ly, Tuy Viễn thuộc Thừa tuyên Quảng Nam. Bình Khê thuộc huyện Tuy Viễn.
Năm 1602, Chúa Nguyễn Hoàng đổi tên phủ Hoài Nhân thành phủ Quy Nhân (Quy Nhơn). Sau nhiều lần đổi tên, năm 1832 nhà Nguyễn đổi tên phủ Hoài Nhơn (cũng là phủ Quy Nhơn) thành tỉnh Bình Định. Qua các lần đổi tên này (phủ, dinh, trấn, tỉnh) Bình Khê vẫn thuộc huyện Tuy Viễn. Tháng 5 năm 1877, sau khi di dân khai phá, lập thêm 28 làng phía tây và đông sông Ba, Nhà Nguyễn thành lập ba tổng Thuận Đức, Tân Phong và An Khê thuộc Nha Kinh lý An Khê.
Tháng 9 năm 1888, Nhà Nguyễn cắt 18 làng thuộc hai tổng Phú Phong và Mỹ Thuận (thuộc Tuy Viễn) nhập vào nha Kinh lý An Khê thành lập huyện Bình Khê gồm 3 tổng: Phú Phong, Mỹ Thuận, Vĩnh Thạnh. Khoảng năm 1937 lập tổng Trường Định. Từ đó Bình Khê có 4 tổng: Vĩnh Thạnh, Phú Phong, Trường Định và Thuận Truyền với 47 làng. Đầu năm 1946 do có sự điều chỉnh địa giới  giữa An Nhơn và Bình Khê nên có thêm 3 làng: Bính Đức, Mỹ Đức, Nhơn Thuận, tổng cộng Bình Khê có 50 làng.
Sau Cách mạng tháng 8 năm 1945, tổng Phú Phong được gọi là tổng Tây Sơn, tổng Trường Định gọi là tổng Hương Sơn, tổng Thuận Truyền gọi là tổng Võ Cự Công, tổng Vĩnh Thạnh giữ nguyên tên. Cuối năm 1945, bỏ cấp tổng, thành lập cấp làng.
Tháng 3 năm 1946, Bình Định nhập xã lần thứ nhất. Huyện Bình Khê từ 50 làng hợp thành 21 xã.
Tháng 4 năm 1947, Bình Định lập 4 huyện miền núi: An Lão, Kim Sơn, Vĩnh Thạnh, Vân Canh. Đầu năm 1948, Bình Khê nhập xã lần thứ hai, còn 10 xã.
Từ cuối năm 1955 đến đầu 1958, Việt Nam Cộng Hòa lập Nha hành chính ở các huyện miền núi, đổi tên xã Bình Quang (nguyên thuộc huyện Bình Khê) thành xã Vĩnh Quang nhập vào Nha Vĩnh Thạnh; tháng 5 năm 1958 cải biến nha hành chính Vĩnh Thạnh thành quận Vĩnh Thạnh.
Tháng 7 năm 1963, chính quyền Việt Nam Cộng Hòa lập xã Phùng Thiện thuộc quận Vĩnh Thạnh gồm các thôn Tiên Thuận, Thượng Sơn (nguyên thuộc xã Bình Giang, quận Bình Khê), một phần xã Vĩnh An (thuộc quận Vĩnh Thạnh), 2 thôn Định Quang, Định Bình (thuộc xã Vĩnh Quang, quận Vĩnh Thạnh), phần còn lại của xã Vĩnh An nhập vào xã Bình Giang (thuộc Bình Khê); xã Vĩnh Bình (nguyên thuộc quận Vĩnh Thạnh) nhập vào xã Bình Tường (thuộc quận Bình Khê).
Từ tháng 4 năm 1965 đến tháng 6 năm 1970, chính quyền Việt Nam Cộng Hòa chuyển quận Vĩnh Thạnh thành cơ sở phái viên hành chính Vĩnh Thạnh trực thuộc quận Bình Khê, rồi bãi bỏ, lại tái lập rồi bãi bỏ cơ sở phái viên hành chính, đặt các xã của quận Vĩnh Thạnh trực thuộc quận Bình Khê.
Sau năm 1975, quận Bình Khê sáp nhập với quận Vĩnh Thạnh thành huyện Tây Sơn thuộc tỉnh Nghĩa Bình, ban đầu gồm 15 xã: Bình An, Bình Giang, Bình Hiệp, Bình Hòa, Bình Nghi, Bình Phú, Bình Quang, Bình Thành, Bình Tường, Vĩnh An, Vĩnh Hảo, Vĩnh Hiệp, Vĩnh Hòa, Vĩnh Kim và Vĩnh Sơn.
Ngày 24 tháng 3 năm 1979, thành lập thị trấn Phú Phong trên cơ sở tách thôn Phú Phong thuộc xã Bình Phú và thôn Kiên Mỹ thuộc xã Bình Thành.
Ngày 24 tháng 8 năm 1981, Hội đồng Bộ trưởng ban hành Quyết định số 41-HĐBT. Theo đó, tách 6 xã: Vĩnh Sơn, Vĩnh Hòa, Vĩnh Kim, Vĩnh Hảo, Vĩnh Hiệp và Bình Quang để tái lập huyện Vĩnh Thạnh.
Huyện Tây Sơn còn lại thị trấn Phú Phong và 9 xã: Bình An, Bình Giang, Bình Hiệp, Bình Hòa, Bình Nghi, Bình Phú, Bình Thành, Bình Tường, Vĩnh An.
Ngày 19 tháng 2 năm 1986, chia xã Bình Hiệp thành 2 xã: Bình Tân và Bình Thuận.
Ngày 14 tháng 2 năm 1987: 
- Chia xã Bình An thành 3 xã: Tây An, Tây Bình và Tây Vinh
- Chia xã Bình Phú thành 2 xã: Tây Xuân và Tây Phú
- Chia xã Bình Giang thành 2 xã: Tây Thuận và Tây Giang.

Năm 1989, huyện Tây Sơn thuộc tỉnh Bình Định vừa tái lập, bao gồm 1 thị trấn và 14 xã như hiện nay.
Ngày 15 tháng 11 năm 2005, Chính phủ ban hành Nghị định 143/2005/NĐ-CP. Theo đó:
- Thành lập xã Vĩnh Hòa thuộc huyện Vĩnh Thạnh trên cơ sở điều chỉnh 2.003,58 ha diện tích tự nhiên và 702 người thuộc xã Tây Thuận, huyện Tây Sơn và 929,12 ha diện tích tự nhiên và 1.335 người của xã Vĩnh Thịnh, huyện Vĩnh Thạnh
- Sáp nhập 41,3 ha diện tích tự nhiên và 2.185 người thuộc xã Tây Phú; 126,87 ha diện tích đất tự nhiên và 450 người thuộc xã Tây Xuân; 161,25 ha diện tích tự nhiên và 1.662 người thuộc xã Bình Thành; 449 ha diện tích tự nhiên và 2.871 người thuộc xã Bình Tường vào thị trấn Phú Phong.

Sau khi điều chỉnh, huyện Tây Sơn còn lại 68.794,42 ha diện tích tự nhiên và 137.407 người.
Ngày 25 tháng 6 năm 2015, thị trấn Phú Phong được công nhận là đô thị loại IV.
Ngày 1 tháng 7năm 2025:
- Sáp nhập thị trấn Phú Phong, xã Tây Xuân và xã Bình Nghi thành xã Tây Sơn
- Sáp nhập xã Tây Giang và xã Tây Thuận thành xã Bình Khê
- Sáp nhập xã Vĩnh An, xã Bình Tường và xã Tây Phú thành xã Bình Phú
- Sáp nhập xã Bình Thuận, xã Bình Tân và xã Tây An thành xã Bình Hiệp
- Sáp nhập xã Tây Vinh, xã Tây Bình, xã Bình Hòa và xã Bình Thành thành xã Bình An
- Chính thức giải thể huyện Tây Sơn[3]

Tây Sơn được nhiều người biết đến, là quê hương của ba anh em nhà Tây Sơn là Nguyễn Nhạc, Nguyễn Huệ và Nguyễn Lữ, lãnh tụ cuộc khởi nghĩa Tây Sơn, với những chiến thắng vĩ đại chống quân xâm lược Xiêm La (Thái Lan) và nhà Thanh (Trung Quốc), chống lại chế độ chúa Nguyễn và chúa Trịnh, thiết lập nên nhà Tây Sơn. Trong đó kiệt xuất nhất là người anh hùng áo vải Nguyễn Huệ, sau trở thành vua Quang Trung.
Từ thời nhà Tây Sơn đến thời Pháp thuộc, Tây Sơn đã có nhiều anh hùng dân tộc như: Nguyễn Nhạc, Nguyễn Huệ, Bùi Thị Xuân, Trần Quang Diệu, Mai Xuân Thưởng, Võ Văn Dũng,...

## Du lịch

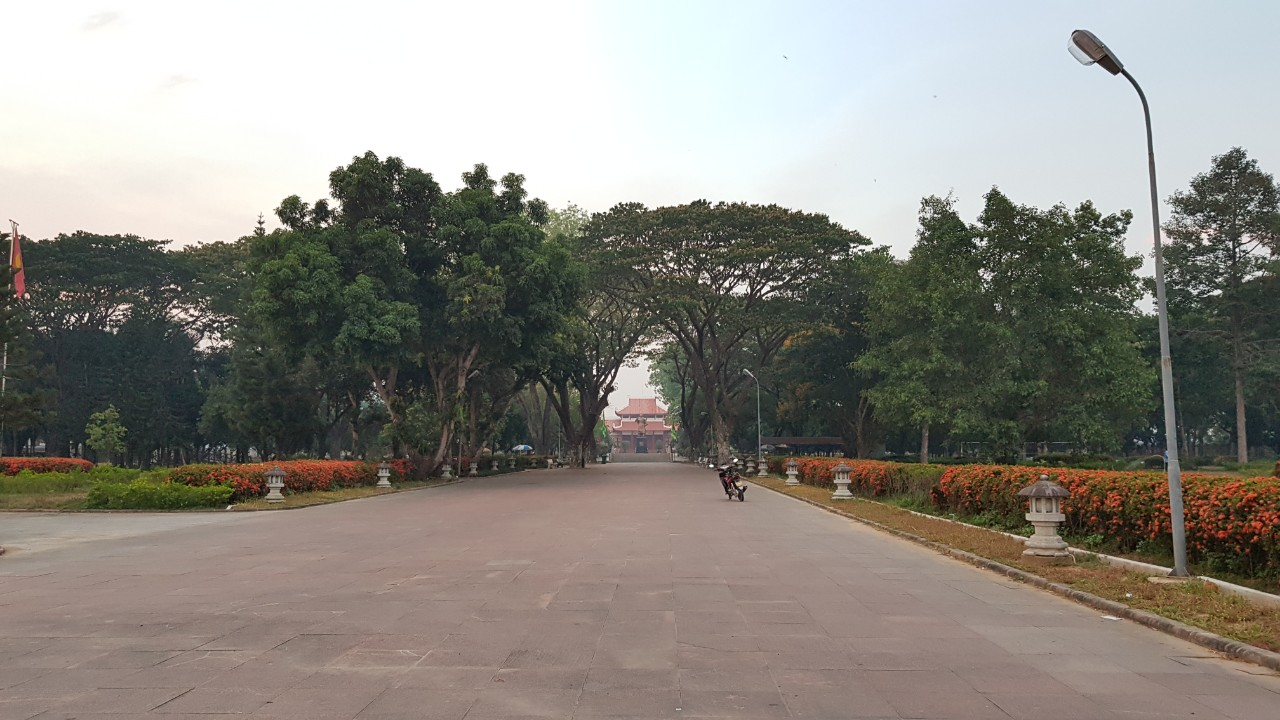
Bảo tàng Quang Trung nhìn từ cổng chính vào.

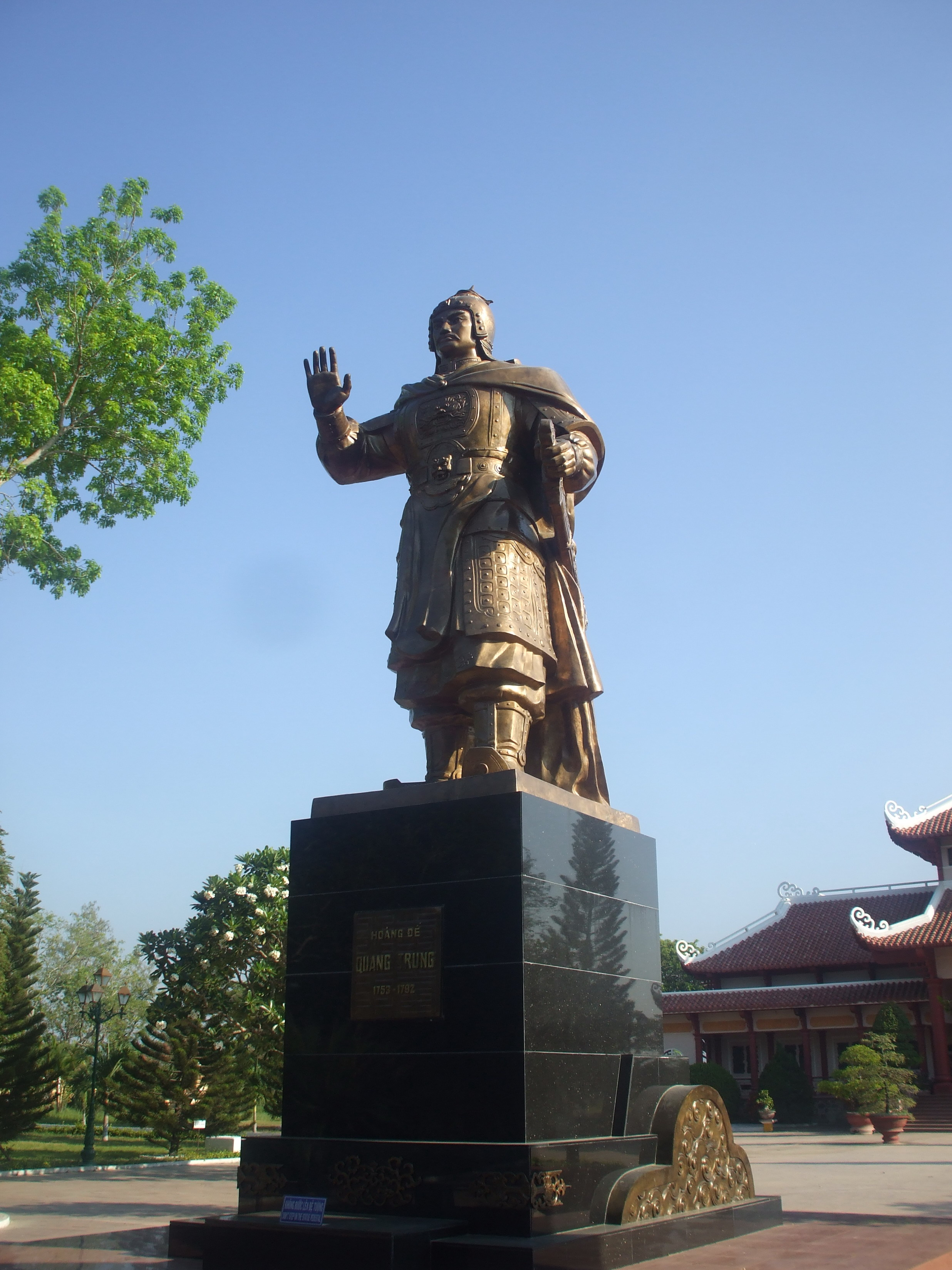
Tượng đài Hoàng đế Quang Trung trước Bảo tàng Quang Trung

Các địa điểm du lịch - tham quan nằm trong huyện Tây Sơn:
- Bảo tàng Quang Trung (Thị trấn Phú Phong): Là nơi trưng bày các di tích về Hoàng đế Quang Trung và cuộc khởi nghĩa Tây Sơn của ba anh em nhà Tây Sơn;
- Khu du lịch Hầm Hô, thôn Phú Mỹ xã Tây Phú, cách thị trấn Phú Phong 4 km: Là nơi khởi nguồn một nhánh phụ lưu (sông Kút) của sông Kôn, đây vừa là khu danh thắng núi sông hùng vĩ lại có địa thế hiểm yếu, vừa từng là căn cứ của nghĩa quân Tây Sơn (nhà Tây Sơn) và của nghĩa quân Cần Vương chống Pháp: Mai Xuân Thưởng;
- Khu tâm linh Bảo Sơn Thiên Ấn, nằm cách thị trấn Phú Phong 8 km về hướng Tây theo quốc lộ 19. Là di tích được chính quyền địa phương phục dựng nhằm mục đích tâm linh và thu hút khách du lịch. Đây là địa điểm du lịch tâm linh khá nổi tiếng ở Bình Định.
- Đập dâng Vân Phong (thôn Hòa Sơn), xã Bình Tường, được Nhà nước đầu tư nâng cấp hợp phần chứa nước, trở thành một trong những công trình thủy lợi lớn nhất nước và cũng là một trong những đập tràn piano lớn nhất thế giới. Đứng trên cao trình đập dâng cao 25 m, sông Kôn khoác một chiếc áo mới với màu xanh trong của nước, màu trời và bao quanh bởi núi.
- Lăng Mai Xuân Thưởng (Xã Bình Tường): Cách Thị trấn Phú Phong 5 km theo quốc lộ 19 về hướng Tây lên Gia lai: Đây là lăng mộ của người anh hùng Cần Vương Mai Xuân Thưởng, người làng Phú Lạc, xã Bình Thành. Mộ đầu tiên của ông hiện còn ở làng Phú Lạc và sau đó mới chuyển vào lăng hiện tại.
- Tháp Dương Long, nằm giáp ranh giữa hai xã Tây Bình và Bình Hòa, cách thị trấn Phú Phong 11 km, theo hướng đi sân bay Phù Cát: bao gồm 03 ngọn tháp được xây theo kiểu kiến trúc Chăm, đây là cụm đi tích Tháp Chăm cao nhất còn sót lại ở miền Trung Việt Nam. Qua thời gian dài tồn tại và bị tàn phá bởi các cuộc chiến tranh cũng như người dân xung quanh khu vực khai thác gạch để xây nhà nên cả ba tháp đều bị hư hỏng. Hiện cụm tháp đang được trùng tu cho mục đích bảo tồn và sử dụng như một địa điểm tham quan.
- Từ đường Bùi Thị Xuân (Thị trấn Phú Phong): Nơi thờ cúng nữ tướng của nhà Tây Sơn là đô đốc Bùi Thị Xuân và dòng họ Bùi của bà tại đây.
- Thác Đổ: Nằm cách thị trấn Phú Phong khoảng 10 km về hướng Tây Nam, thuộc xã Bình Tường: Thác rất đẹp và hùng vĩ. Hiện vẫn còn rất hoang sơ, chưa được khai thác du lịch đúng mức.
- Hồ Thuận Ninh: Xã Bình Tân, cách thị trấn Phú Phong khoảng 10 km về phía Bắc. Là một hồ nước thủy lợi lớn của huyện Tây Sơn, rất phù hợp với du lịch sinh thái và câu cá giải trí.
- Lễ hội Đống Đa: Được tổ chức vào ngày mùng 5 tháng Giêng âm lịch hàng năm tại Thị trấn Phú Phong. Đây là lễ hội lớn nhất của tỉnh Bình Định để tưởng nhớ chiến thắng Ngọc Hồi - Đống Đa năm Kỷ Dậu 1789 của nhà Tây Sơn trước quân xâm lược Mãn Thanh. Lễ hội được tổ chức từ ngày mùng 4 cho tới hết ngày mùng 5 tháng Giêng hàng năm, rất đông du khách các nơi đến tham dự và vui chơi.
- Huyện đường Bình Khê (nay thuộc xã Tây Giang, huyện Tây Sơn). Năm 1909, Phó bảng Nguyễn Sinh Sắc đang làm Thừa biện Bộ Lễ được phái sung vào Ban chấm thi Hương tại trường thi Bình Định theo văn bản bổ nhiệm quan chức chấm thi Hương trường thi Bình Định khoa Kỷ Dậu, ngày 16 tháng 3 năm Duy Tân thứ 3 (5.5.1909). Sau đó, ông được bổ nhiệm làm Tri huyện Bình Khê ngày 1.7.1909. Thời gian cụ Nguyễn Sinh Sắc làm Tri huyện Bình Khê, cũng là thời điểm Nguyễn Tất Thành rời Huế vào Nam. Nguyễn Tất Thành đến thăm cha rồi ở lại Đồng Phó (Bình Khê) và Quy Nhơn một thời gian. Di tích lịch sử Huyện đường Bình Khê được xếp hạng năm 2000. Đầu năm 2014, UBND tỉnh Bình Định tổ chức lễ khởi công xây dựng Khu tưởng niệm Cụ Nguyễn Sinh Sắc tại di tích Huyện đường Bình Khê.[12]

## Kinh tế
- Kinh tế huyện Tây Sơn phát triển đa dạng gồm Nông Lâm nghiệp, Công nghiệp, Dịch vụ, Thương mại, Giao thông vận tải ...
- Tây Sơn cùng với An Nhơn, Tuy Phước nằm trong vùng đồng bằng hạ lưu sông Kôn, là đồng bằng trù phú của tỉnh Bình Định. Canh tác được lúa nước và nhiều loại hoa màu khác. Sông Kôn qua địa bàn huyện có đập dâng Văn Phong và đập Phú Phong, là 2 công trình thủy lợi lớn của tỉnh Bình Định, phục vụ cho tưới tiêu nông nghiệp không chỉ của huyện Tây Sơn mà còn cho các huyện ở phía Đông Bắc tỉnh.
- Về công nghiệp, đến nay Tây Sơn có các cụm công nghiệp thuộc loại vừa và nhỏ đang hoạt động là: Cụm Công nghiệp Gò Gầy (diện tích 45ha ở xã Bình Thành), Cụm Công nghiệp Bình Nghi (diện tích 50ha - xã Bình Nghi), Cụm Công nghiệp Gò Đá (xã Bình Tường), Cụm Công nghiệp Trường Định (xã Bình Hòa), Cụm Công nghiệp Tây Xuân, Cụm Công nghiệp Phú An (xã Tây Xuân) đang cho quy hoạch Cụm Công nghiệp Bình Tân (xã Bình Tân) và đề xuất đưa vào quy hoạch Khu Công nghiệp phía Nam tuyến đường tránh thị trấn Phú Phong với diện tích khoảng 200ha. Ngoài ra trên địa bàn huyện còn có nhà máy đường Bình Định, nhà máy may Tây Sơn, và các nhà máy sản xuất gạch, ngói theo cả phương thức truyền thống lẫn hiện đại.
- Thị trấn Phú Phong, khu vực Đồng Phó (thuộc xã Tây Giang), khu vực Phú An (xã Tây Xuân) và Mỹ Yên (xã Tây Bình) là những nơi phát triển mạnh về thương mại và dịch vụ, đặc biệt là về giao thông vận tải và logistics ở phía Tây của tỉnh Bình Định.

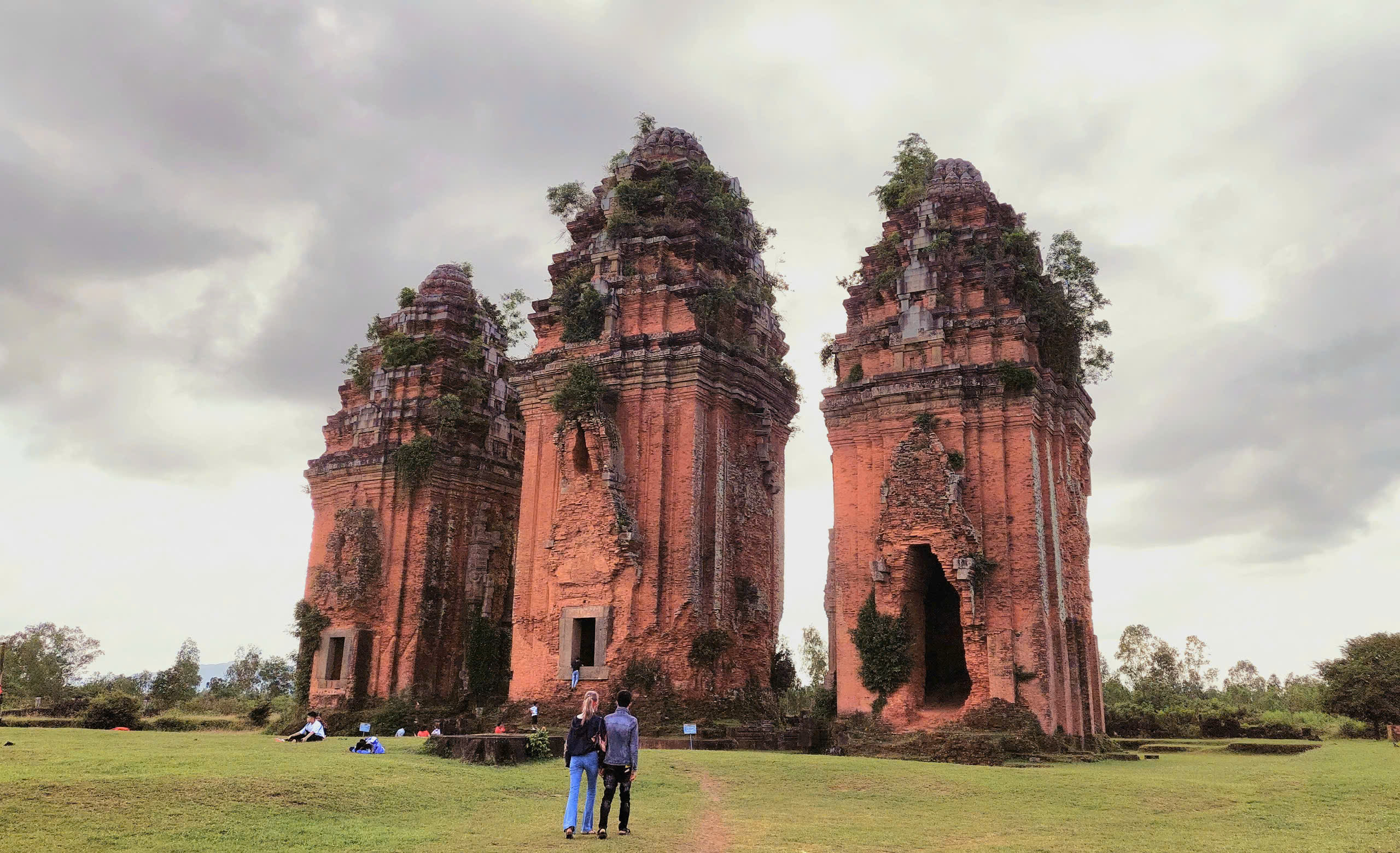
Tháp Dương Long - di tích của người Chăm, ngày nay nằm ở xã Tây Bình - bờ Bắc sông Kôn, cách thị trấn Phú Phong khoảng 10km và gần quốc lộ 19B.

## Giao thông
- Đường bộ có Quốc lộ 19 nối Quy Nhơn (Bình Định) với Pleiku (Gia Lai), mối giao lưu hàng hóa đối với khu vực Tây Nguyên. Quốc lộ 19B từ khu kinh tế Nhơn Hội, đi qua sân bay Phù Cát và kết thúc tại nút giao với quốc lộ 19 ở thị trấn Phú Phong. Đường cao tốc Bắc – Nam phía Đông có khoảng 10 km đoạn qua Tây Sơn đã khởi công vào đầu năm 2023. Tình Bình Định và Gia Lai đang lên kế hoạch đầu tư tuyến cao tốc Gia Lai - cảng Quy Nhơn, và cũng sẽ đi qua địa phận huyện Tây Sơn.
- Đường thủy trên sông Kôn là một phương thức giao thông, vận chuyển hàng hóa của cư dân địa phương từ xưa đến nay.
- Đường Hàng không thông qua sân bay Phù Cát, nằm giáp ranh giữa 2 huyện Tây Sơn và Phù Cát, cách thị trấn Phú Phong khoảng 20 km về phía Đông Bắc.

## Quy hoạch & Định hướng phát triển

Khu vực thị trấn Phú Phong bên bờ sông Kon, và Bảo tàng Quang Trung

Tháng 12 năm 2021, phó Chủ tịch UBND tỉnh Nguyễn Tự Công Hoàng ký quyết định Phê duyệt Chương trình phát triển đô thị Tây Sơn đến năm 2035. Đây là căn cứ pháp lý quan trọng định hướng phát triển không gian đô thị theo quy hoạch chung xây dựng đô thị Tây Sơn đến năm 2035. Từng bước hoàn chỉnh hệ thống hạ tầng đô thị phù hợp với giai đoạn phát triển kinh tế - xã hội của địa phương và cụ thể hóa mục tiêu phấn đấu xây dựng huyện Tây Sơn đạt tiêu chí đô thị loại IV trước năm 2025; trở thành thị xã thuộc tỉnh Bình Định trước năm 2030.
Cụ thể, kế hoạch đến năm 2025, tỷ lệ đô thị hóa đô thị Tây Sơn đạt 57,6%, hệ thống đô thị phải đáp ứng yêu cầu phát triển kinh tế - xã hội và có cấp quản lý hành chính đô thị đáp ứng yêu cầu quản lý phát triển và có 7 đơn vị hành chính đạt tiêu chuẩn phường. Đến năm 2035, tỷ lệ đô thị hóa đô thị Tây Sơn đạt 73,3%, và có 9 đơn vị hành chính đạt tiêu chuẩn phường (bao gồm Phú Phong, Bình Thành, Bình Tường, Bình Hòa, Bình Nghi, Tây Xuân, Tây Phú, Tây Bình, Tây Giang). Quyết định cũng xác định 9 khu vực phát triển đô thị giai đoạn đến năm 2035 gồm Khu vực trung tâm của đô thị tại thị trấn Phú Phong hiện nay, Khu vực đô thị gắn liền với khu vực công nghiệp phía Nam Quốc lộ 19 và các khu vực trung tâm tại các cụm xã trên địa bàn, khu vực rừng cảnh quan phía Nam huyện...Trước mắt, Khu vực phát triển đô thị ưu tiên đầu tư giai đoạn đến năm 2025 sẽ tập trung đầu tư khu vực nội thị tại 7 địa phương gồm thị trấn Phú Phong, xã Bình Tường, xã Tây Phú, xã Tây Xuân, xã Bình Nghi, xã Bình Thành, xã Bình Hòa.
Cập nhật tháng 4 năm 2025, kế hoạch này có thể bị tạm hoãn bởi một kế hoạch khác lớn hơn của Trung ương nhằm tinh giảm số địa phương cấp xã và lược bỏ cấp huyện trong cơ cấu bộ máy hành chính.

## Thư viện ảnh

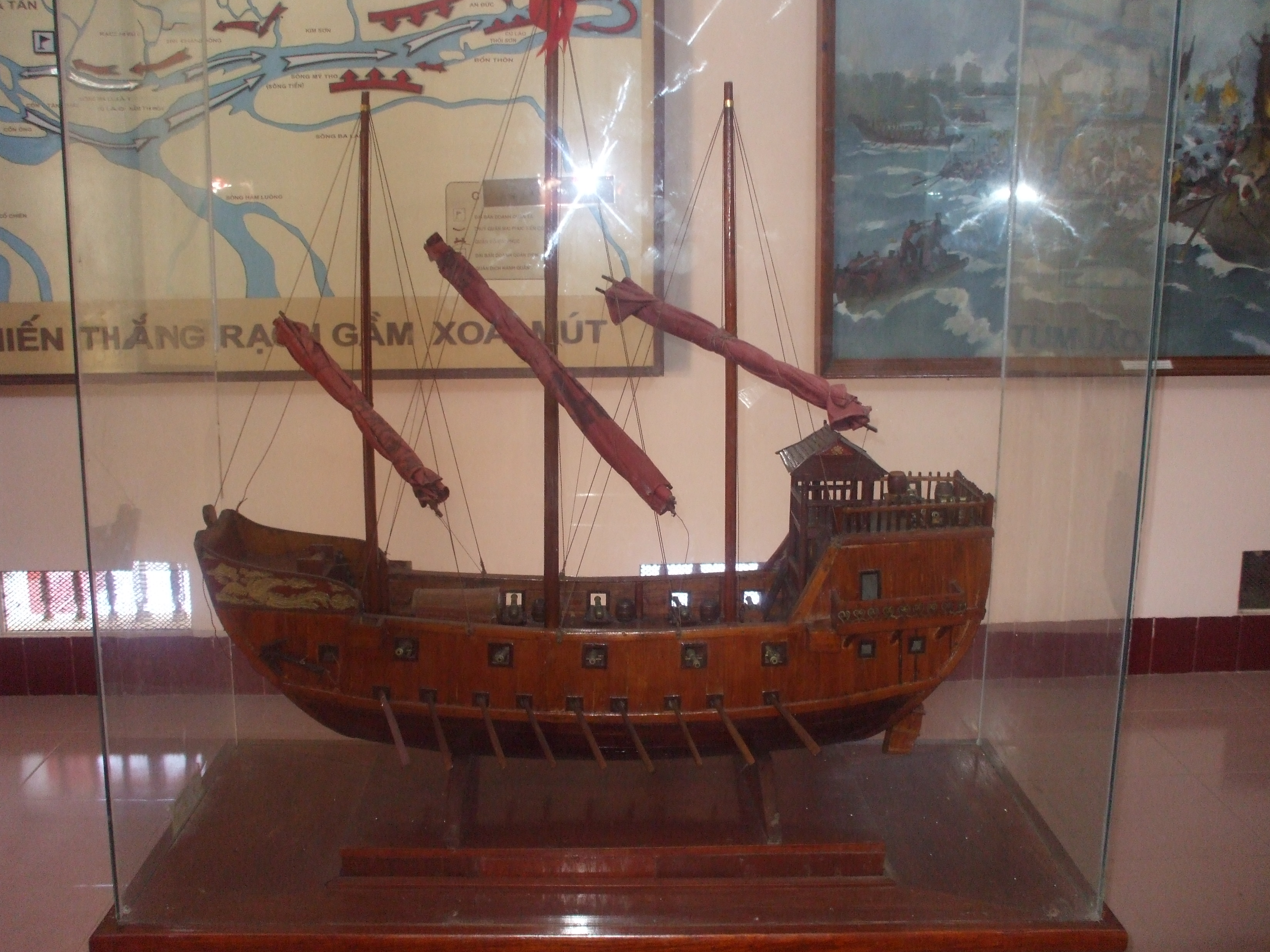
Tàu chiến Nhà Tây Sơn
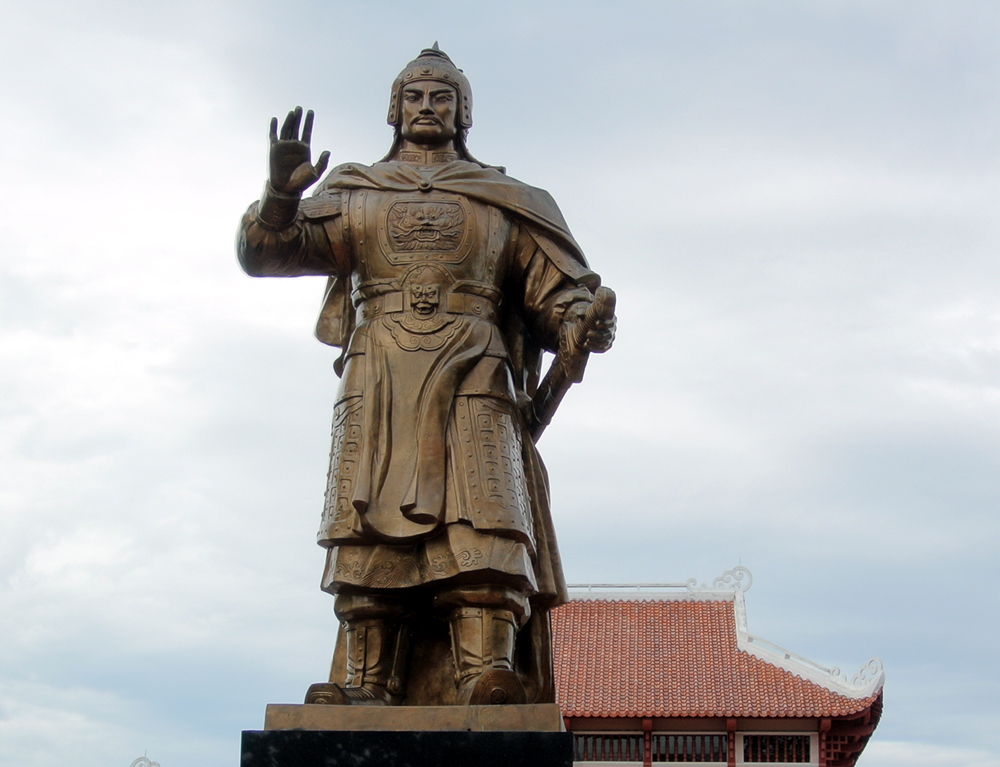
Tượng đài vua Quang Trung
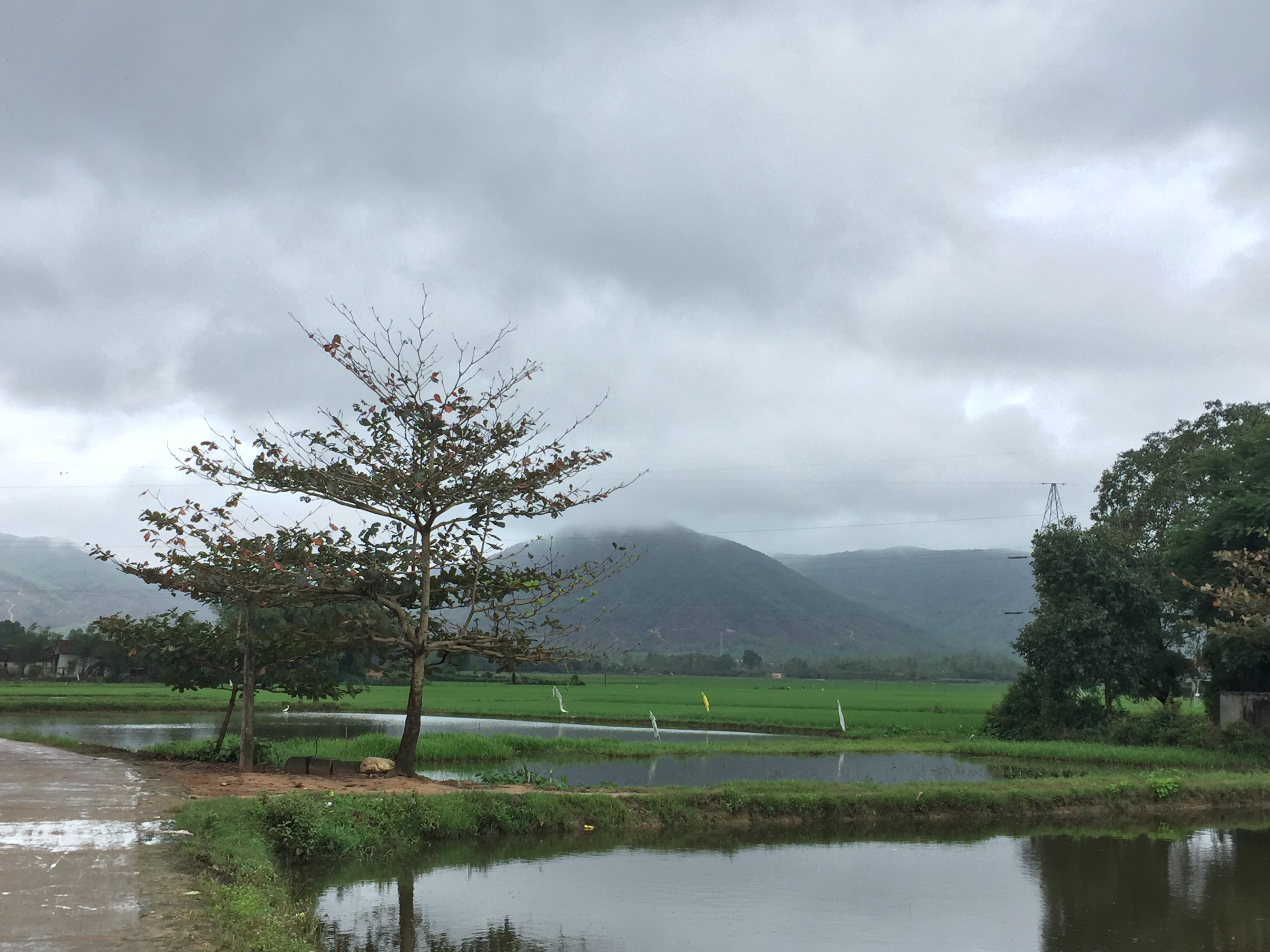
Cánh đồng ở xã Tây Phú
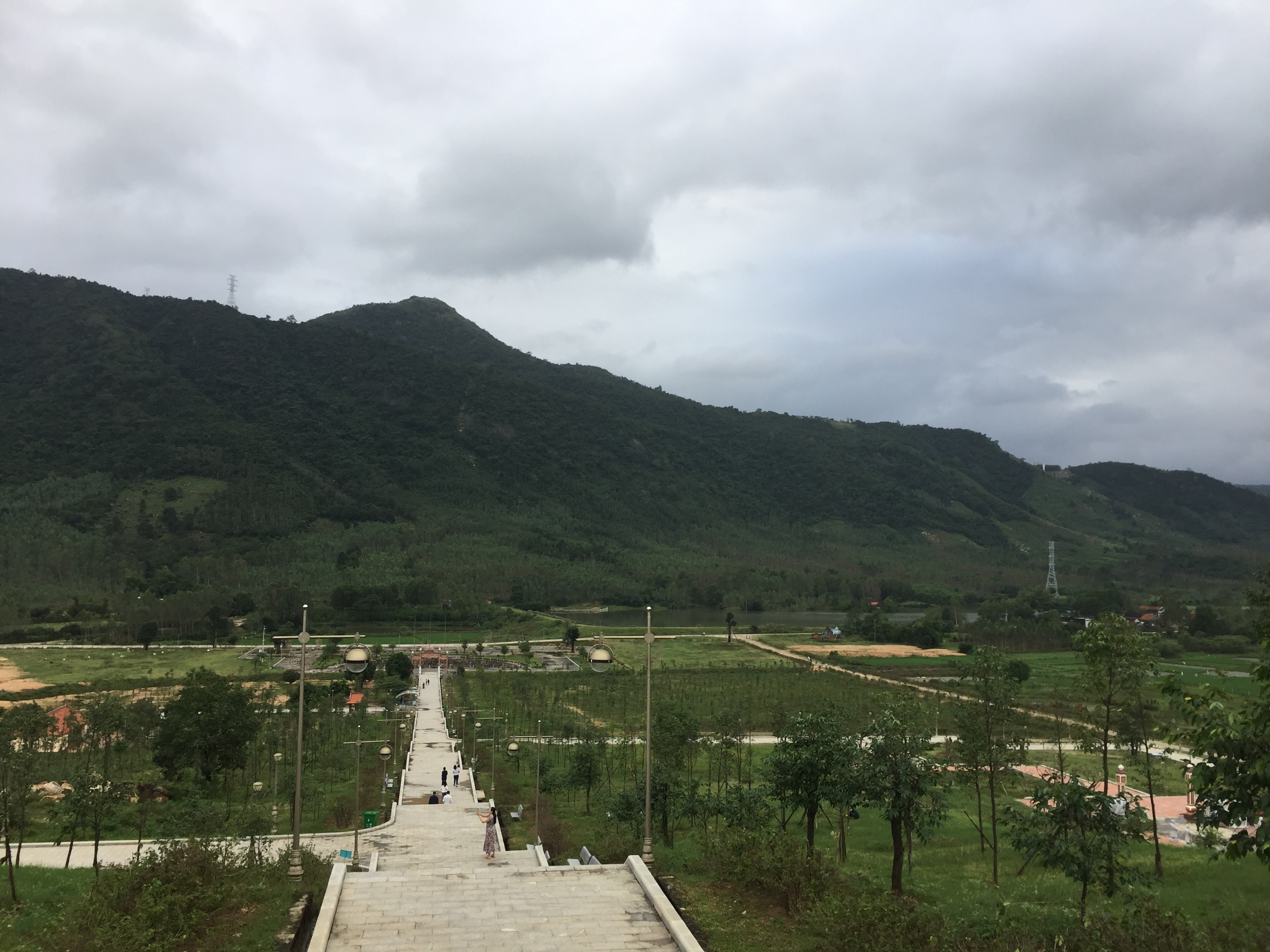
Đàn tế Trời Đất. Nơi khi xưa ba anh em nhà Tây Sơn phát binh khởi nghĩa.
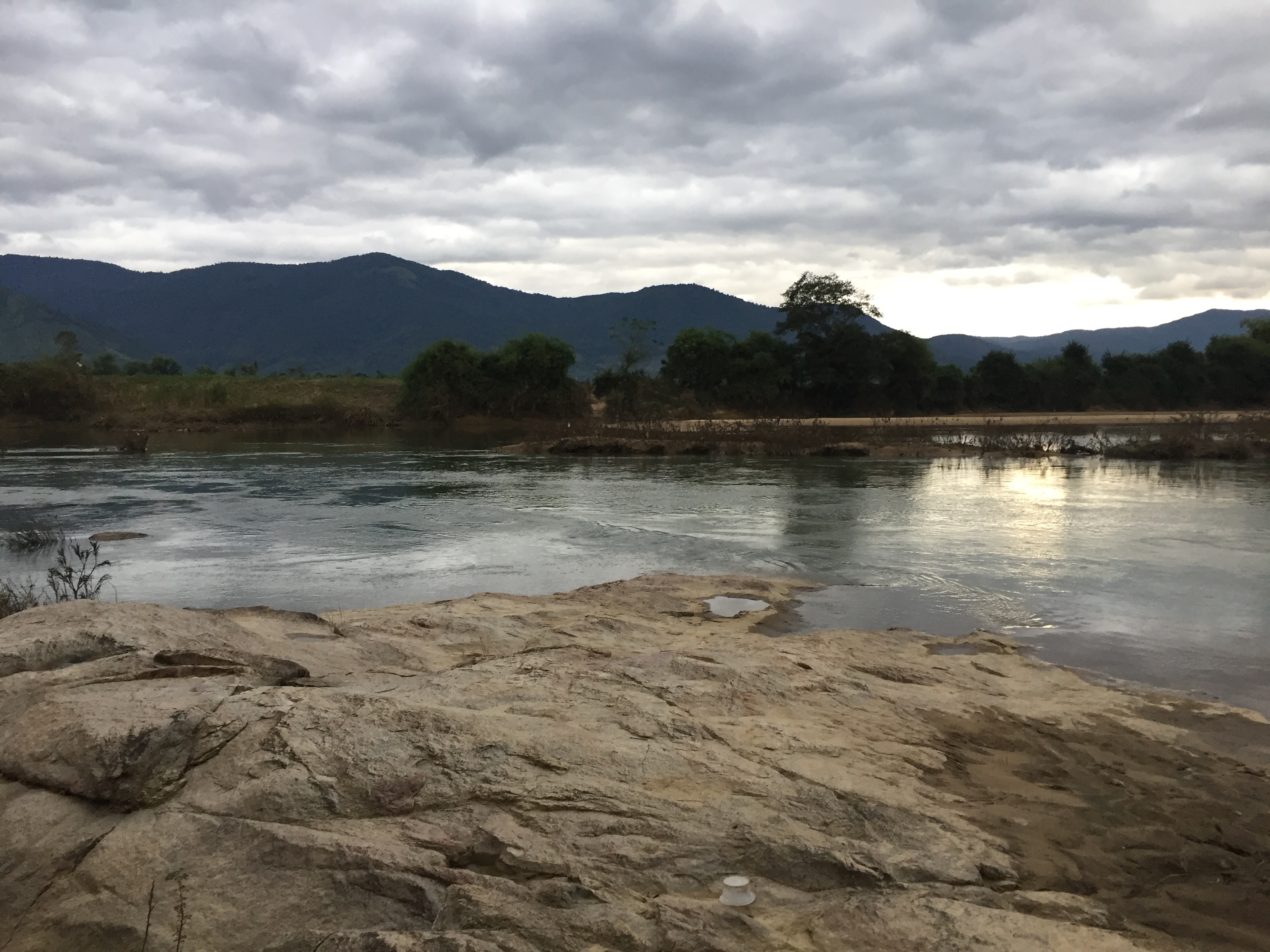
Sông Kút - hạ lưu của khu du lịch Hầm Hô
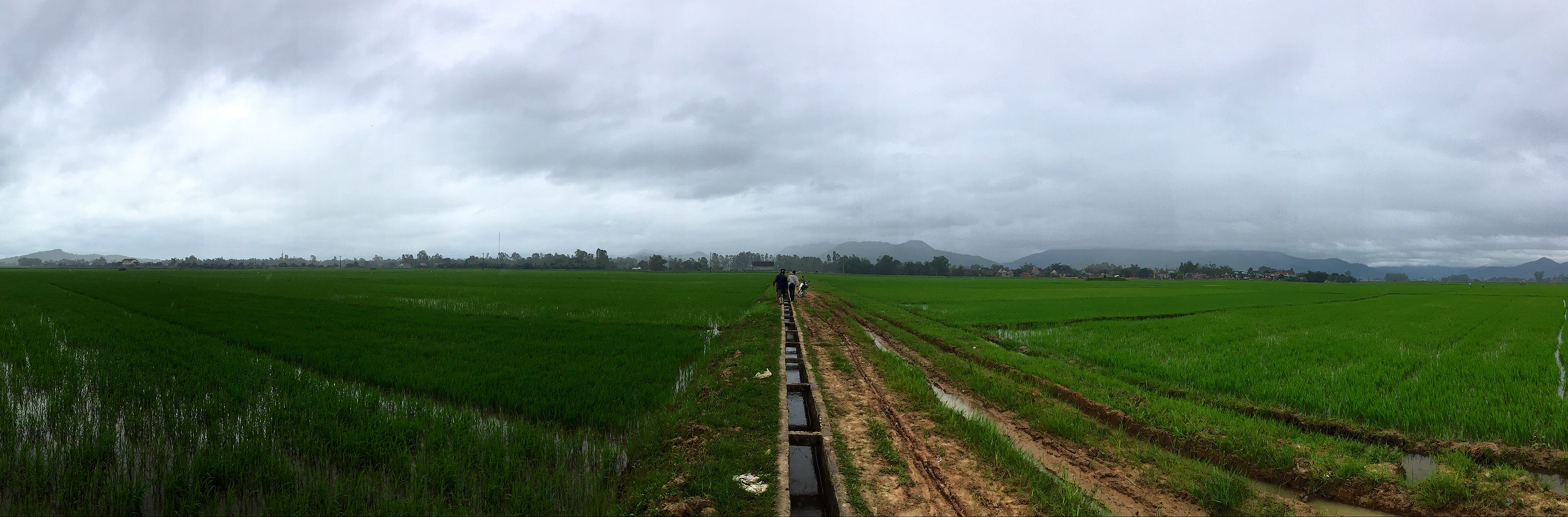
Cánh đồng lúa ở thôn An Dõng
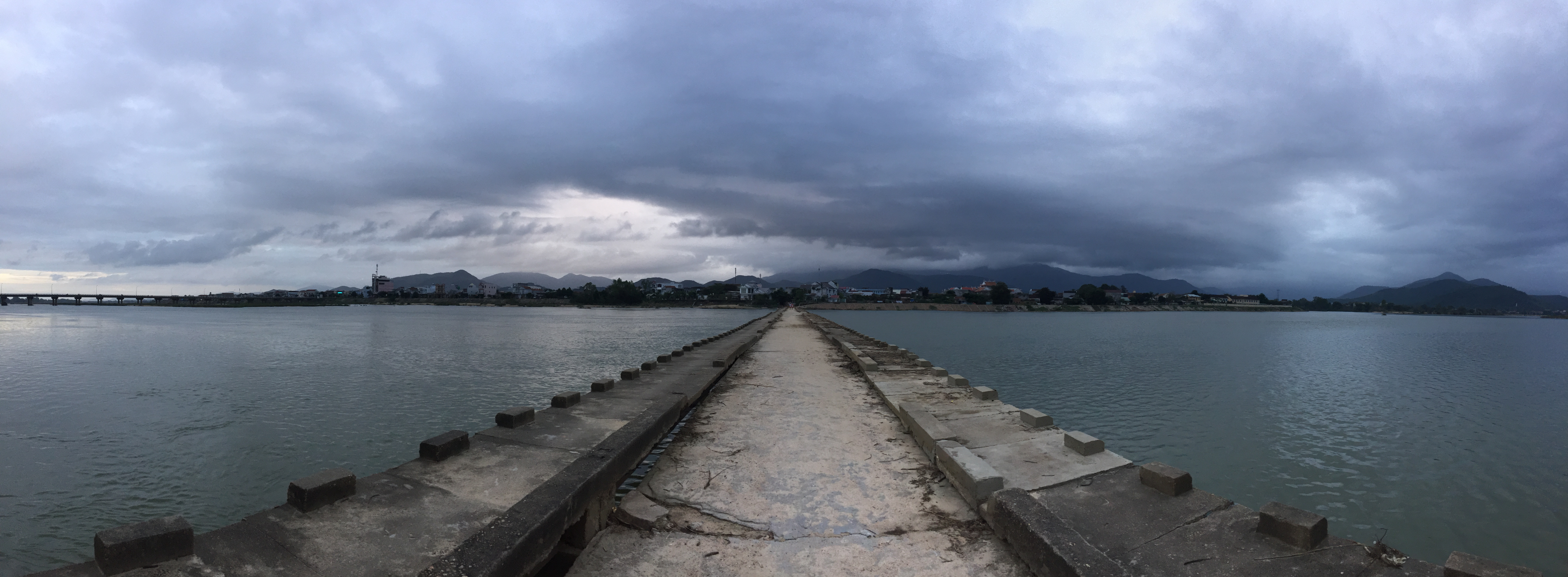
Thị trấn Phú Phong nhìn từ sông Kôn
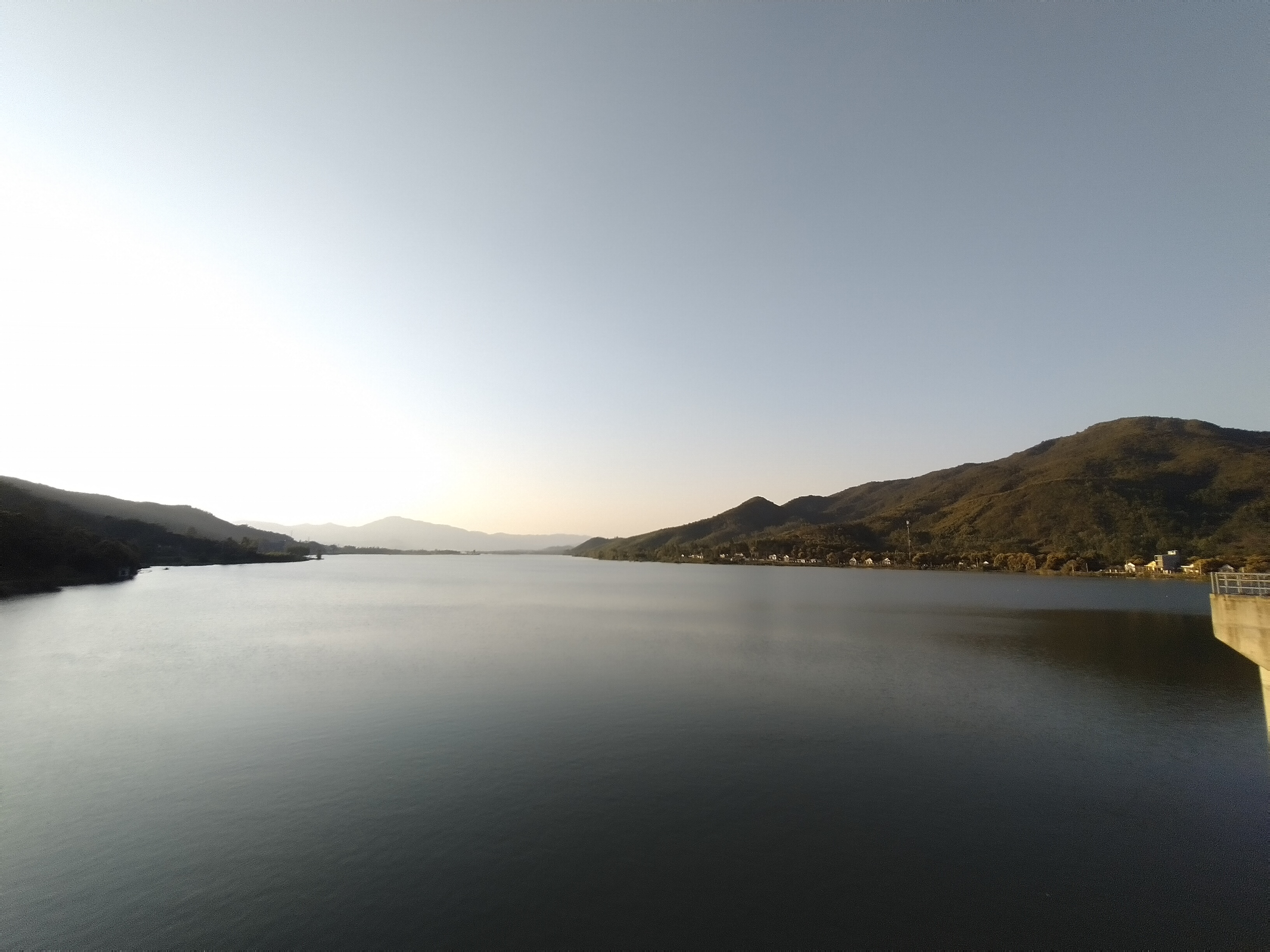
Sông Kôn nhìn từ đập Văn Phong
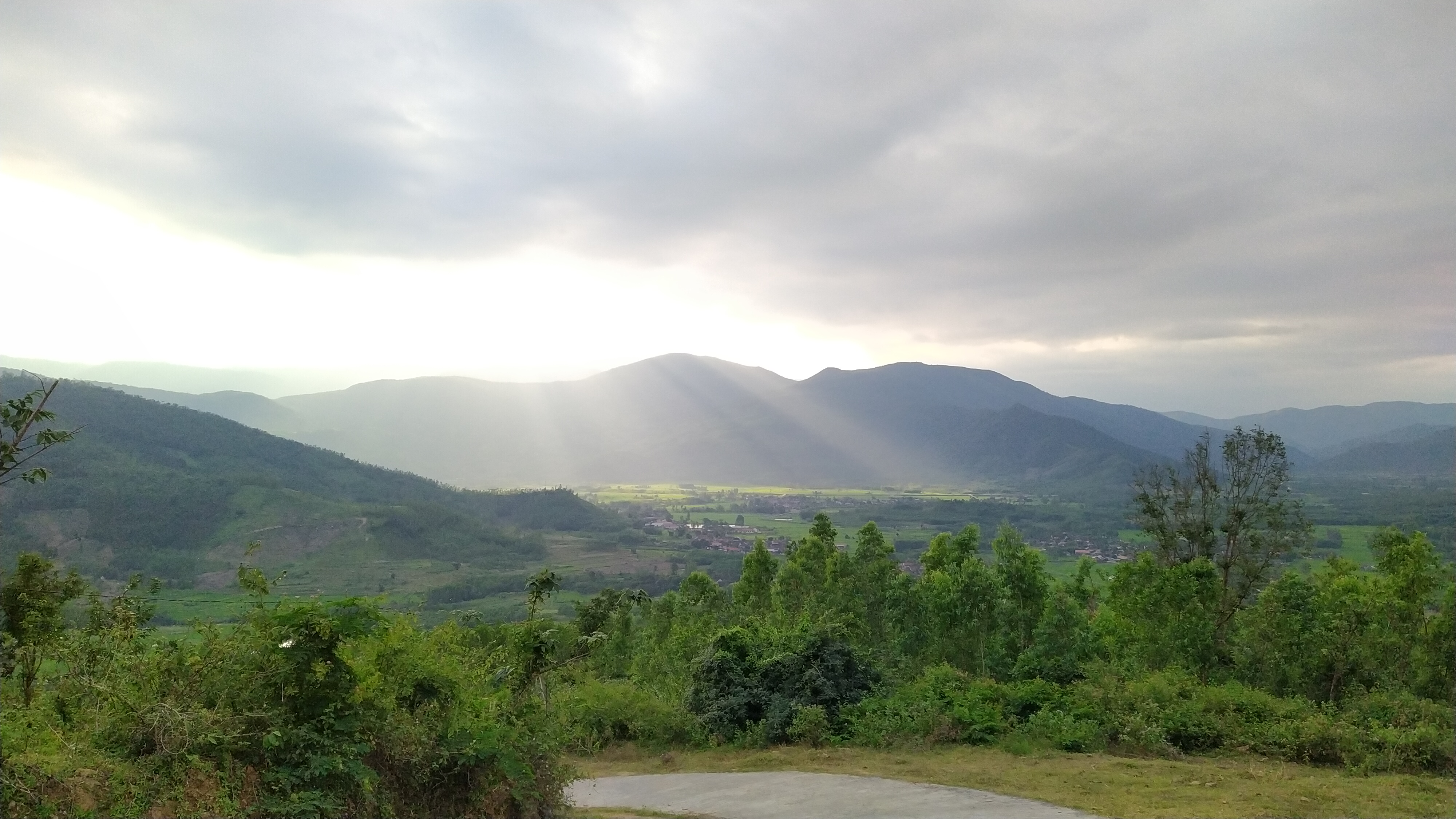
Quang cảnh nhìn từ chùa cổ Lê Sơ
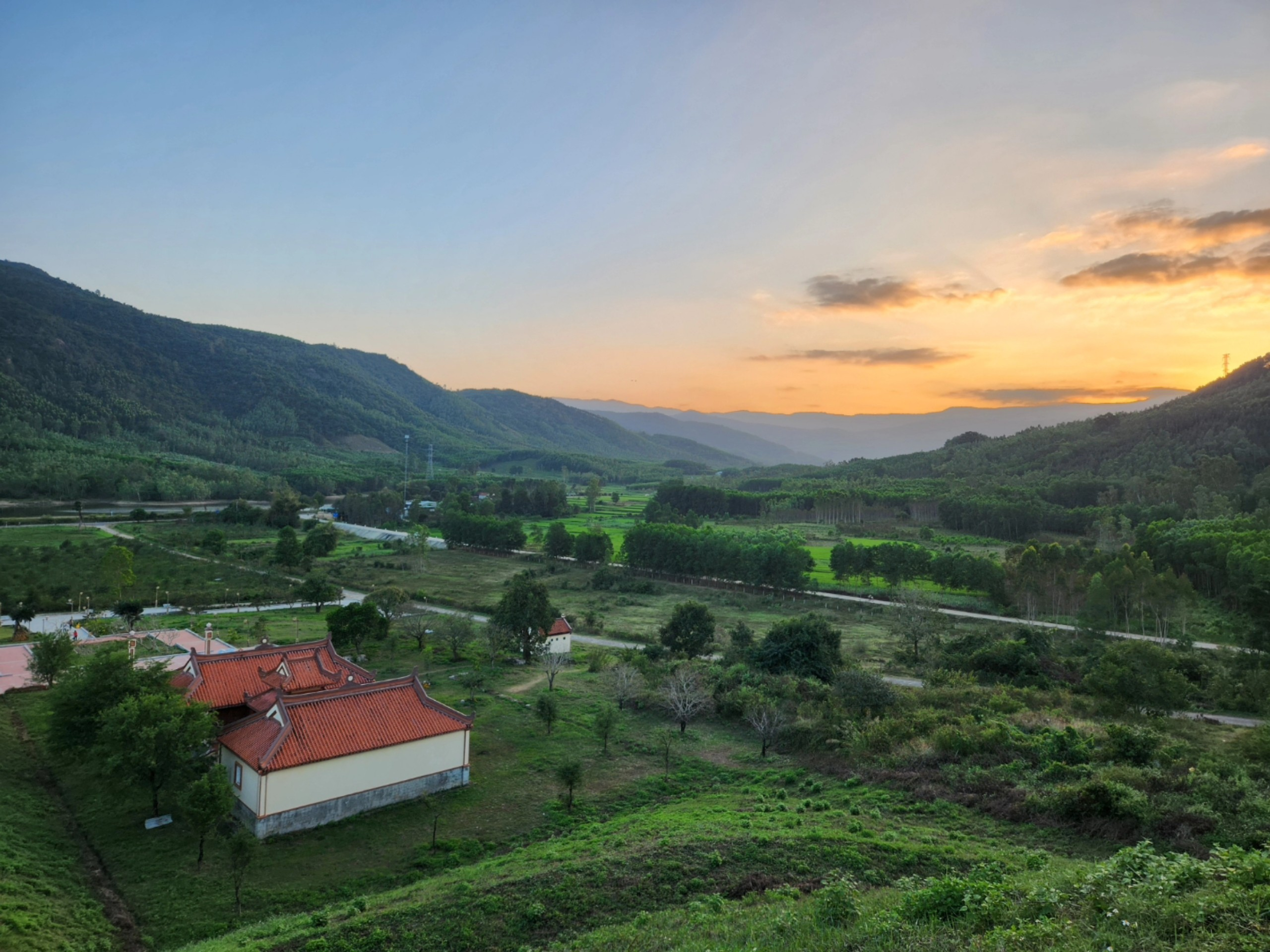
Thung lũng nhìn từ đàn tế Trời Đất
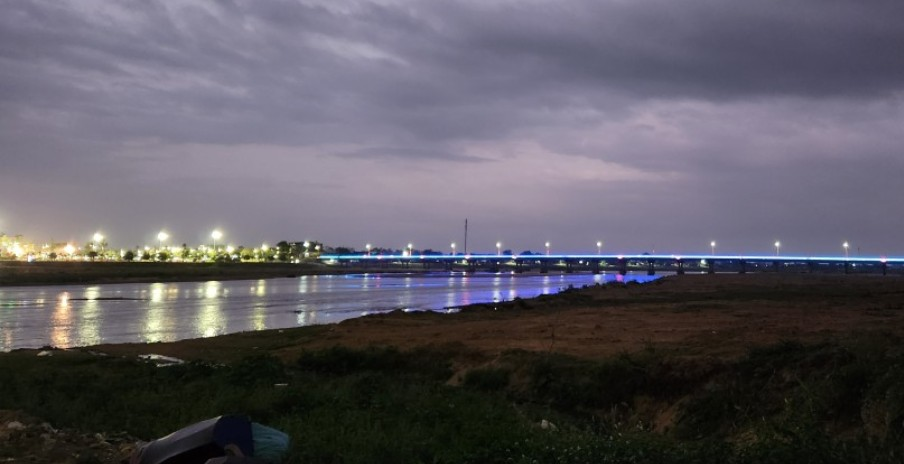
sông Kon và cầu Kiên Mỹ - Thị trấn Phú Phong
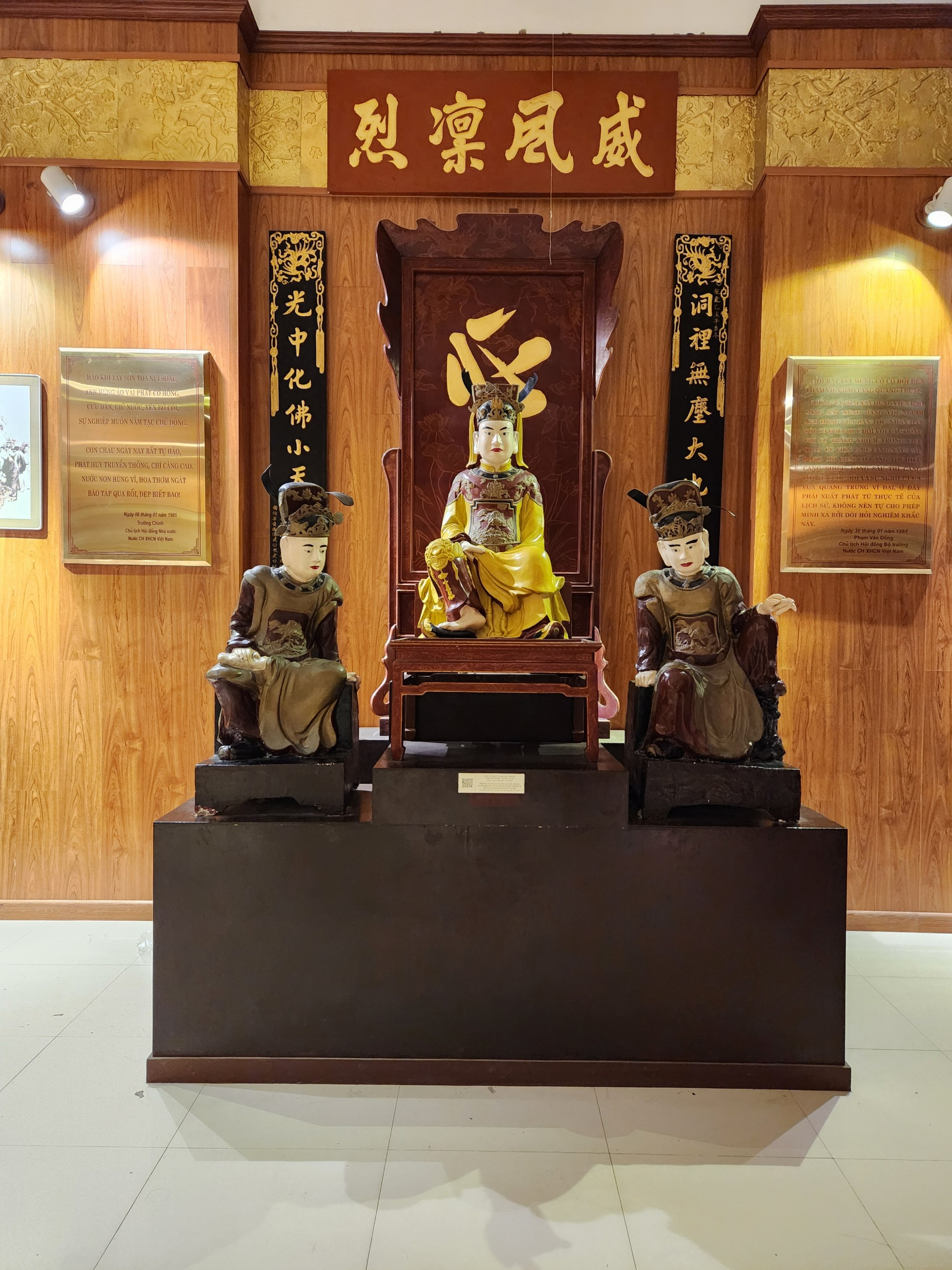
Tượng vua Quang Trung và các đại thần trong một buổi thiết triều
Đập dâng Phú Phong về đêmĐập dâng Phú Phong về đêm
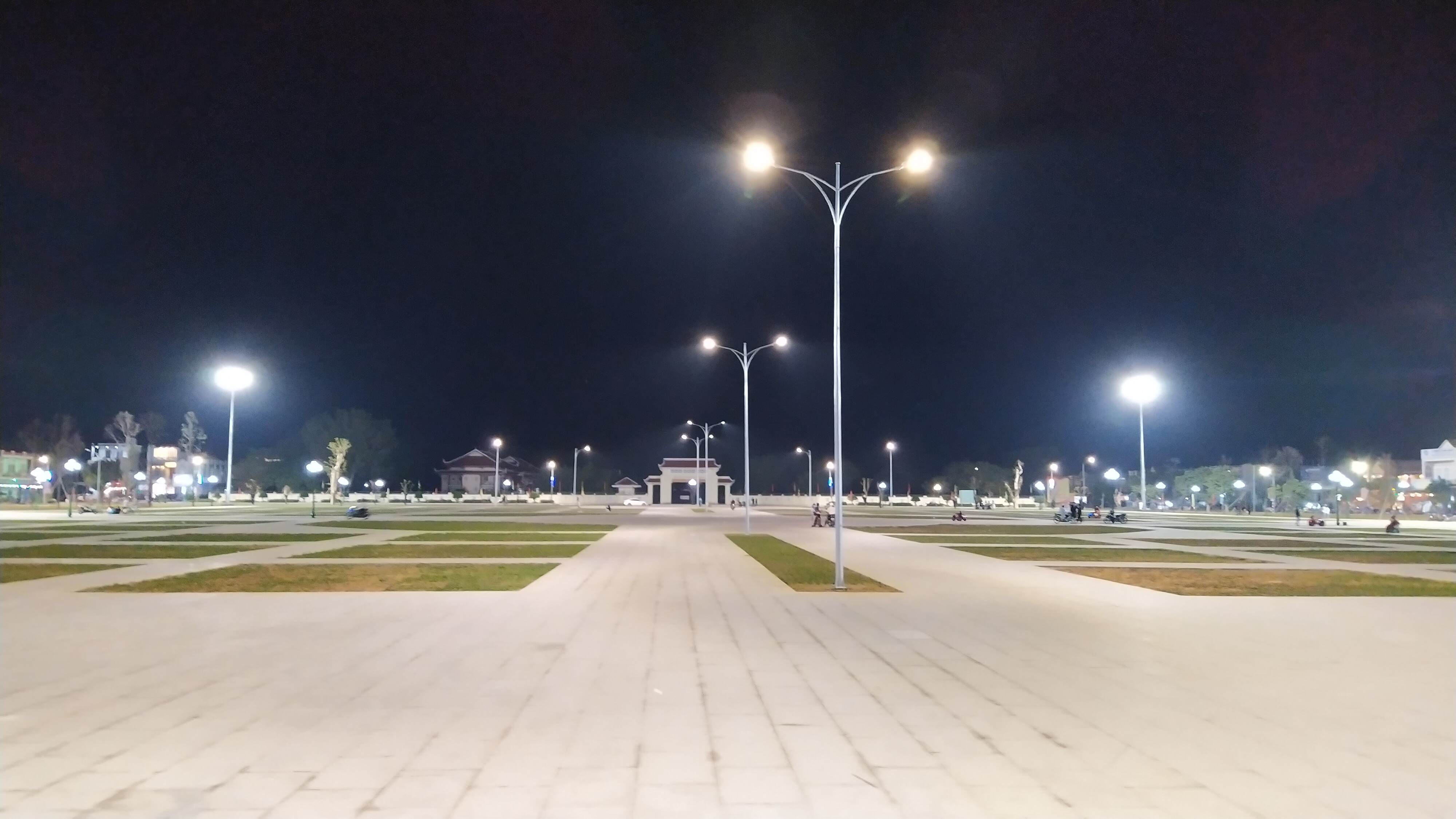
Công viên trung tâm thị trấn Phú Phong
Đập dâng Phú Phong và thị trấn Phú Phong nhìn từ trên caoĐập dâng Phú Phong và thị trấn Phú Phong nhìn từ trên cao
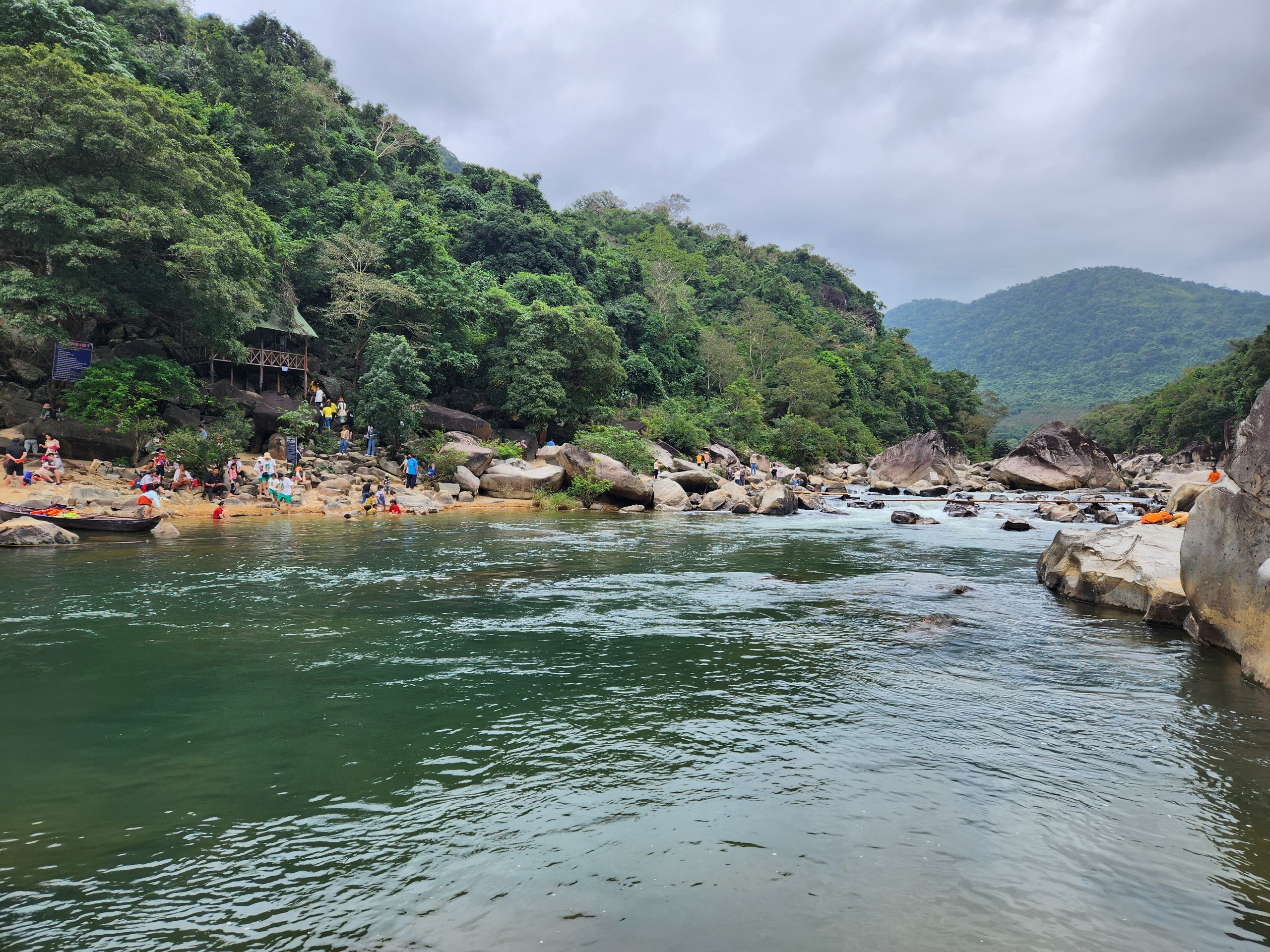
Khu du lịch sinh thái Hầm Hô
đập dâng Phú Phongđập dâng Phú Phong
biển mây vào sáng sớm ở xã Tây Thuậnbiển mây vào sáng sớm ở xã Tây Thuận